# Roccapietra
Roccapietra is een plaats (frazione) in de Italiaanse gemeente Varallo Sesia.